# Sociedad Argentina de Escritores
La Sociedad Argentina de Escritores, abrégée SADE, en anglais Argentine Society of Writers est une société d'écrivains argentine fondée par Alfonsina Storni.

## Organisation
Elle fut présidée par Ezequiel Martínez Estrada (es) (de 1933 à 1934) et Jorge Luis Borges (de 1950 à 1953).
Des chapitres locaux existent, comme celui créé par Marcelo Mendieta dans le Jujuy.

## Prix

### Prix d'honneur (Premio de Honor)
Décerné à partir de 1944, ce prix récompense la carrière d'un écrivain et est la plus importante distinction littéraire en Argentine.
Les écrivains suivants l'ont reçu :
- 1944 : Jorge Luis Borges ;
- 1945 : Ricardo Rojas ;
- 1946 : Eduardo Mallea ;
- 1947 : Ezequiel Martínez Estrada (es) ;
- 1948 : Arturo Capdevila ;
- 1949 : Baldomero Fernández Moreno (es) ;
- 1950 : Victoria Ocampo ;
- 1951 : Francisco Romero (es) ;
- 1952 : Alberto Gerchunoff (à titre posthume) ;
- 1955 : Manuel Mujica Láinez ;
- 1957 : Roberto F. Giusti ;
- 1959 : Norah Lange ;
- 1961 : Conrado Nalé Roxlo (es) ;
- 1963 : Bernardo Canal Feijóo (es) ;
- 1965 : Arturo Marasso (es) ;
- 1967 : José Pedroni (es) ;
- 1968 : Carlos Mastronardi ;
- 1969 : Ricardo E. Molinari ;
- 1970 : Leónidas Barletta (es) ;
- 1971 : Juan Filloy ;
- 1972 : Raúl González Tuñón ;
- 1973 : Manuel J. Castilla (es) ;
- 1974 : Ernesto Sábato ;
- 1975 : Adolfo Bioy Casares ;
- 1976 : José Isaacson ;
- 1977 : Ángel J. Battistessa (es) ;
- 1978 : Juan Draghi Lucero (es) ;
- 1979 : Álvaro Yunque (es) ;
- 1980 : José Babini ;
- 1981 : Ulyses Petit de Murat ;
- 1982 : María de Villarino (es) ;
- 1983 : Héctor P. Agosti (es) ;
- 1984 : Luis Franco (es) ;
- 1985 : Dardo Cúneo ;
- 1986 : Antonio Di Benedetto ;
- 1987 : María Granata (es) ;
- 1988 : Abelardo Arias (es) ;
- 1989 : Olga Orozco ;
- 1990 : Gastón Gori (es) ;
- 1991 : Nicolás Cócaro ;
- 1992 : Silvina Ocampo ;
- 1993 : Jorge Calvetti ;
- 1994 : Roberto Juarroz ;
- 1995 : Marcos Aguinis ;
- 1996 : Atilio Castelpoggi ;
- 1997 : Héctor Tizón ;
- 1998 : León Benarós (es) ;
- 1999 : Agustin Perez Pardella ;
- 2000 : María Elena Walsh ;
- 2001 : Félix Coluccio (es) ;
- 2002 : Eduardo Calamaro ;
- 2003 : José María Castiñeira de Dios (es) ;
- 2004 : Miguel Bonasso (es) ;
- 2005 : Manuel Serrano Pérez ;
- 2006 : Rubén Vela ;
- 2007 : Graciela Maturo (es) ;
- 2008 : Osvaldo Bayer ;
- 2009 : Bernardo Koremblit (es) ;
- 2010 : Antonio Requeni ;
- 2011 : Abelardo Castillo ;
- 2012 : Ricardo Piglia ;
- 2013 : Roberto Alifano (es) ;
- 2014 : Vicente Battista ;
- 2015 : non pourvu ;
- 2016 : Luisa Valenzuela ;
- 2017 : Horacio Salas ;
- 2018 : María Rosa Lojo ;

### Autres prix
Prix Martín Fierro
- 1940 : J. Rodolfo Wilcock, Libro de poemas y canciones
- 1946 : J. Rodolfo Wilcock, Paseo Sentimental